# Pournoy-la-Grasse
Pournoy-la-Grasse település Franciaországban, Moselle megyében. Lakosainak száma 741 fő (2022. január 1.). Pournoy-la-Grasse Chérisey, Coin-sur-Seille, Fleury, Goin, Orny, Pommérieux és Verny községekkel határos.

## Népesség
A település népességének változása:
| Lakosok száma | 150  | 339  | 379  | 535  | 550  | 566  | 629  | 694  | 710  | 741  |
|               | 1968 | 1982 | 1990 | 2006 | 2013 | 2015 | 2017 | 2019 | 2020 | 2022 |